# Twierdza Ulm

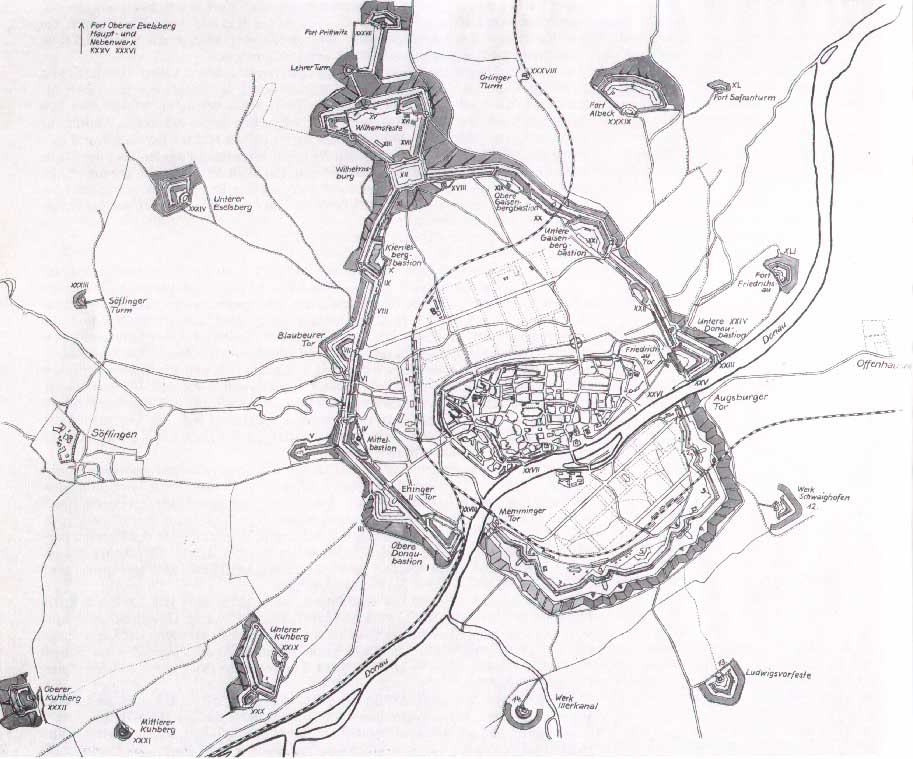
Plan Twierdzy Ulm z 1870 r.

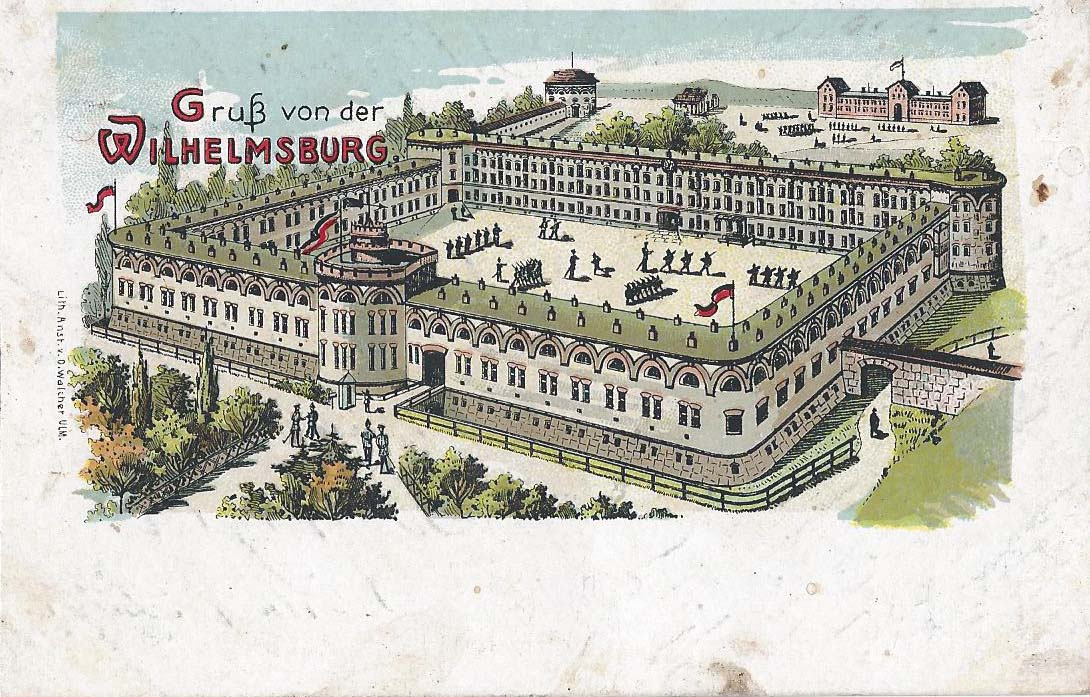
Wilhelmsburg na pocztówce z 1904 r.

Twierdza Ulm (niem. Bundesfestung Ulm) - jedna z 5 twierdz federalnych w Niemczech. Położona jest w mieście Ulm w Wirtembergii. Została zaprojektowana została przez austriackiego inżyniera von Scholla, a zbudowana w latach 1842–1859 pod kierownictwem Moritza von Prittwitza.

## Stan obecny
Do dzisiaj zachowały się następujące obiekty:
- rdzeń lewobrzeżny:
  - Werk I - Oberer Donaubastion i arsenał w szyi bastionu
  - Werk III - Ehinger Tor
  - Werk IV - reduta szyjowa Mittelbastion
  - Werk VII - Blaubeurer Tor
  - Werk X - Kienlesbergbastion
  - Werk XI - lewa flanka Wilhelmsburgu
  - Werk XII - reduta koszarowa Wilhelmsburg (cytadela)
  - Werk XIII, XIV, XV, XVI, XVII - Wilhelmsfeste
  - Werk XVIII - prawa kurtyna Wilhelmsburgu (kurtyna łącząca Werk XII-XIX)
  - Werk XIX - lewa połowa Oberer Geisenbergbastion
  - Werk XXI - prawy bark i kaponiera Unterer Geisenbergbastion
  - Werk XXV - Unterer Donaubastion nad Dunajem
- pierścień fortów:
  - Werk XXIX/XXX - fort Unterer Kuhberg i związane z nim dzieło pośrednie (XXX) nad Dunajem
  - Werk XXXII (Kuhberg)
  - Werk XXXIII (Söflinger Türm)
  - Werk XXXIV (Eselsberg)
  - Nebenwerk XXXVI (Eselsberg)
  - Werk XXXVI (Eselsberg)
  - Werk XXXVII (Prittwitz)
  - Werk XXXVIII (Orlinger Turm)
  - Werk XXXIX (Albeck)
  - Werk XL (Safranturm)
  - Werk XLI (Friedrichsau)
  - Vorwerk 12 (Schwaighofen)
  - Vorwerk 13 (Ludwigsvorfeste)
  - Vorwerk 14 (Illerkanal)

## Źródła
- Twierdza Ulm - Mariusz Wojciechowski. mars.slupsk.pl. [zarchiwizowane z tego adresu (2009-02-26)].